# 吉尔贝托·吉尔

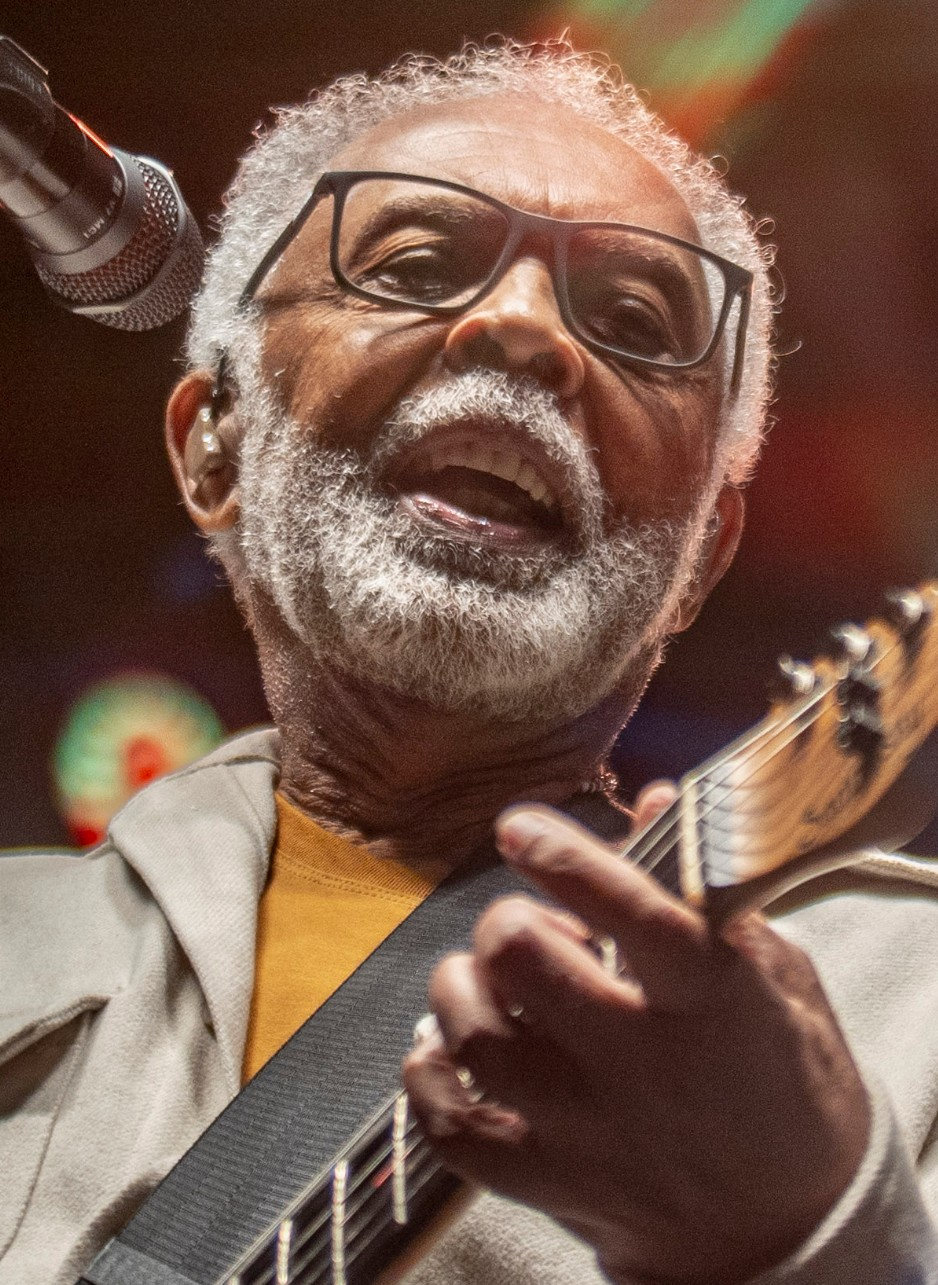
吉尔贝托·吉尔

吉尔伯托·帕索斯·吉尔·莫雷拉 （1942年6月26日—），是一位巴西创作歌手和政治家。巴西軍人獨裁統治時期，他一度被关押了九个月，之后被驅逐出巴西。吉尔搬到伦敦定居，但于1972年返回巴伊亚州。他的作品曾獲得葛萊美獎以及拉丁格莱美奖。2003年至2008年期間，他是路易斯·伊纳西奥·卢拉·达席尔瓦政府的文化部部长。